# Camille Coduri
Camille Coduri (ur. 18 kwietnia 1965 w Londynie) – brytyjska aktorka. Najbardziej znana jest z roli Jackie Tyler z brytyjskiego serialu science-fiction Doktor Who.
Camille Coduri w 1992 roku poślubiła Christophera Fulforda. Ma z nim dwójkę dzieci: Rose (ur. 1992) i Santina (ur. 1996).

## Filmografia
| Rok                 | Film/Serial                            | Rola                | Uwagi                                                        |
| ------------------- | -------------------------------------- | ------------------- | ------------------------------------------------------------ |
| 1987                | Boon                                   | Shandy Tremblett    | Jeden odcinek ("Taken for a Ride")                           |
| 1987                | Modlitwa za konających                 | Jenny Fox           | Film                                                         |
| 1988                | Jastrzębie                             | Maureen             | Film                                                         |
| 1988                | The River                              | Cousin Sheila       | Jeden odcinek                                                |
| 1989                | Bez zahamowań                          | Mrs Clark           | Film                                                         |
| 1989                | Ruth Rendell Mysteries                 | Lesley Arbel        | Jeden odcinek ("The Veiled One")                             |
| 1990                | Uciekające zakonnice                   | Faith Thomas        | Film                                                         |
| 1990                | A Bit of Fry and Laurie                | Laura               | Jeden odcinek                                                |
| 1991                | Król Ralph                             | Miranda Green       | Film                                                         |
| 1991                | Boon                                   | Naomi               | Jeden odcinek ("Stamp Duty")                                 |
| 1992                | Rumpole of the Bailey                  | Dot Clapton         | Pięć odcinków                                                |
| 1994-95             | Nelson's Column (serial)               | Lorraine Wilde      | Dziewięć odcinków                                            |
| 1996                | A Touch of Frost                       | Pauline Venables    | Jeden odcinek ("Paying the Price")                           |
| 1996                | Piątka detektywów                      | Maggie              | Jeden odcinek ("Five on a Hike together")                    |
| 1997                | The History of Tom Jones, a Foundling  | Jenny Jones         | Adaptacja Historia życia Toma Jonesa, czyli dzieje podrzutka |
| 2002                | Trial & Retribution                    | Sharon Fearnley     | Jeden odcinek                                                |
| 2003                | Family                                 | Sophie              | Sześć odcinków                                               |
| 2004                | William and Mary                       | Carol               | Jeden odcinek                                                |
| 2004                | England Expects                        | Sadie Knight        | Film telewizyjny                                             |
| 2005                | Biznes                                 | Nora                | Film                                                         |
| 2005-06, 2008, 2010 | Doktor Who                             | Jackie Tyler        | 15 odcinków                                                  |
| 2006                | Pickles: The Dog Who Won the World Cup | Janice Yeomans      | Film telewizyjny                                             |
| 2006                | Sinchronicity                          | Peggy Simmons       | Sześć odcinków                                               |
| 2007                | The Last Detective                     | Beverley Vincent    | Jeden odcinek                                                |
| 2007                | Agatha Christie: Panna Marple          | Pani Lindsay        | Jeden odcinek ("Próba niewinności")                          |
| 2008                | Lark Rise to Candleford                | Patty               | Jeden odcinek                                                |
| 2008                | Honest                                 | Chrissie            | Trzy odcinki                                                 |
| 2008                | Love Me Still                          | Maggie Ronson       | Film                                                         |
| 2008                | Adulthood                              | Kobieta w autobusie | Film                                                         |
| 2008                | Nowe triki                             | Carrie Soper        | Jeden odcinek ("Spare Parts")                                |
| 2009                | Firma                                  | Shel                | Film                                                         |
| 2010                | Powstać z popiołów                     | Gloria              | Jeden odcinek                                                |
| 2010                | 4.3.2.1                                | Pani Phillips       | Film                                                         |
| 2010                | Morderstwa w Midsomer                  | Grace Bishops       | Jeden odcinek ("The Noble Art")                              |
| 2010-2013           | Him & Her                              | Shelly              |                                                              |
| 2012                | Secrets and Words                      | Rita                | Jeden odcinek ("Mightier than the Sword")                    |
| 2014-               | Edge of Heaven                         | Judy                |                                                              |